# Richard Bauckham
Richard John Bauckham (Londres, 22 de Setembro de 1946) é um acadêmico inglês em Teologia, Teologia histórica e estudos neotestamentários. É especialista na Cristologia do Novo Testamento e no Evangelho segundo João.

## Vida e carreira
Bauckham estudou na Universidade de Cambridge, onde frequentou o curso de História no Clare College, de 1966 a 1972, e foi pesquisador no St. John's College, de 1972 a 1975. Ensinou Teologia na Universidade de Leeds, em 1976/77, e na Universidade de Manchester, de 1977 a 1992, onde foi professor de História do Pensamento Cristão. Mudou-se para a Universidade de St. Andrews, em Fife, na Escócia, onde leccionou de 1992 a 2007, sendo professor de Estudos do Novo Testamento. Retirou-se em 2007, para se concentrar no seu trabalho de pesquisa e escrita. É "senior scholar" do Ridley Hall, de Cambridge.

## Obra de investigação e teológica
Bauckham tem-se dedicado à investigação sobretudo de temas relacionados com o Novo Testamento, a vida de Jesus e os primeiros tempos do Cristianismo. A sua principal obra é Jesus and the Eyewitnesses: The Gospels as Eyewitness Testemony (2006), onde defende que os relatos dos quatro Evangelhos reflectem os testemunhos de quem conviveu directamente com Jesus Cristo, sendo, por causa disso, testemunhos fiéis da sua vida e pregação. O livro recebeu o Prémio do Livro em Estudos Bíblicos da revista Christianity Today, em 2007, e o Prémio Michael Ramsey, em 2010. O livro foi publicado em português com o título de Jesus e as Testemunhas Oculares: Os Evangelhos Como Testemunhos de Testemunhas Oculares (2011).
Bauckham também tem outros livros publicados, relacionados com a exegese e a teologia do Novo Testamento, sobre o teólogo Protestante alemão Jürgen Moltmann, e sobre o relacionamento da Bíblia com temas ecológicos.

## Livros
- 2 Peter, Jude (1983). Word Biblical Commentary, Thomas Nelson.
- The Theology of the Book of Revelation (1993). Cambridge University Press.
- The Theology of Jürgen Moltmann (1995), T&T Clark.
- James : Wisdom of James, Disciple of Jesus the Sage (1999), New Testament Readings.
- Bible and Mission: Christian Mission in a Postmodern World (2003).
- Jesus and the Eyewitnesses: The Gospels as Eyewitness Testimony (2006).
- The Testimony of the Beloved Disciple: Narrative, History, and Theology in the Gospel of John (2007).
- Jesus and the God of Israel: God Crucified and Other Studies on the New Testament's Christology of Divine Identity (2008).
- Bible and Ecology: Rediscovering the Community of Creation (2010).
- Jesus: A Very Short Introduction (2011).
- Living with Other Creatures: Green Exegesis and Theology (2011).
- Gospel of Glory: Major Themes in Johannine Theology (2015).
- The Bible in the Contemporary World: Hermeneutical Ventures (2016).